# 类筒云斑蛛
类筒云斑蛛（学名：Cyrtophora cylindroides）为园蛛科云斑蛛属的动物。分布于印度尼西亚、苏门答腊、马六甲、巴布亚新几内亚、大洋洲、所罗门、俾斯麦、古巴、大溪地以及中国大陆的云南等地。